# Liste von Fachbegriffen im Festungsbau

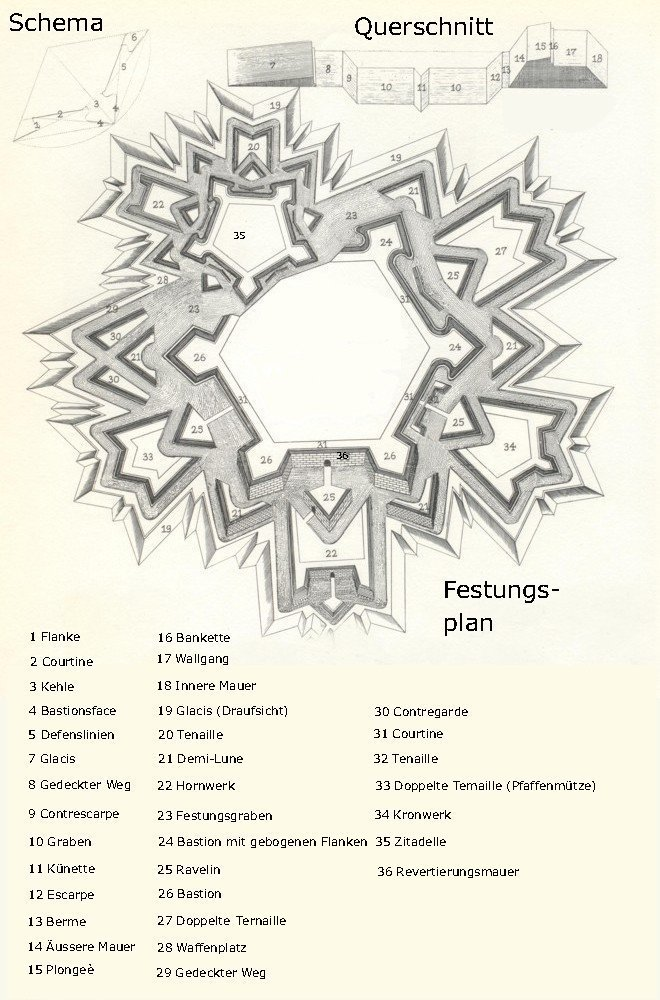
Grundriss und Profil einer idealtypischen Festung mit Werken aus unterschiedlichen Manieren und den zugehörigen Fachbegriffen

Dies ist eine alphabetische Auflistung der im Festungsbau üblichen Fachbegriffe.

## A
AbwurfdachFrühneuzeitlicher Festungsbau: Eine leicht demontierbare Konstruktion zum Schutz bestimmter Bauglieder. Entfernt wird das Dach nur bei einer Benutzung zu Verteidigungszwecken.
AkropolisGriechische Antike: Ursprünglich die zu einer Stadt gehörende, auf einer Erhebung errichtete Wehranlage.
ApprocheAnnäherungsgraben bei der Belagerung einer Festung.
Aufgelöste FestungsformFestungstopologie bei der, anders als beim Einheitsfort, die Funktionsbereiche nicht mehr in einem geschlossenen Fortkomplex untergebracht sind, sondern räumlich getrennt werden. Diese Bauform wurde deutscherseits ab Ende des 19. Jahrhunderts entwickelt.
AufzugSichtbare Erhebung einer Festung über dem Horizont.
AusfallOffensiver Gegenangriff der Belagerten in einer Festung auf die Belagerer.
AusfallhofBesonders geschützter Grabenabschnitt, von dem ein Angriff gestartet werden kann.
AußenwerkEin zwischen Hauptumwallung und Glacis liegendes Werk, also beispielsweise ein Ravelin, ein Hornwerk oder eine Demi-lune.
Avant-FosseÄußerer, das Glacis umgebender Graben.

## B

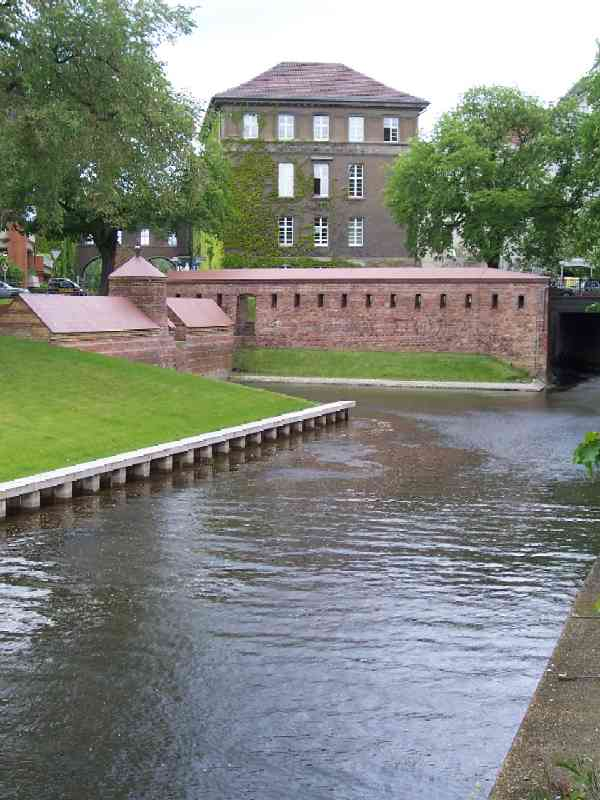
Rest der Befestigungsanlagen der Festung Spandau: Batardeau zur Regulierung des Wasserstandes im Festungsgraben

BankettSchützenauftritt auf dem Wall.
BarbakaneEine zum Teil oder gänzlich von der Ringmauer abgesonderte Wehranlage, ausgeführt anfänglich als Kanonenbastion (Kaisertrutz Görlitz), in späteren Formen als gedeckte Schützenbastion (Barbakane im Kreml, Moskau), die das Tor einer Burg oder einer Stadtmauer schützt. Die Barbakane wurde im 16. Jahrhundert durch das Ravelin verdrängt.
BarbetteAufschüttung hinter der Brustwehr, um Geschütze aufzustellen
BarrièrenSchlagbäume und Gattertore an der Ausfahrt der Waffenplätze.
BasteiVeraltete Bezeichnung für ein Rondell mit u-förmigem Grundriss. Vor allem im süddeutsch-österreichischen Raum wird mit Bastei auch eine Bastion bezeichnet.
BastionAus dem Wall herausragendes, nach hinten offenes Werk mit fünfeckigem Grundriss. Bastionen werden so angelegt, dass sie ihre Facen und Flanken gegenseitig schützen können.
BastionärsystemBefestigungssystem, das eine regelmäßige Bastionierung des Walles vorsieht. Das Bastionärsystem wurde erstmals in der altitalienischen Manier des frühen 16. Jahrhunderts verwirklicht und im 19. Jahrhundert durch das Polygonalsystem verdrängt.
Bastionierter TurmIm Französischen „Tour bastionée“ genannt. Von Vauban in seiner so genannten „Dritten Manier“ verwendetes Werk, bei dem es sich um einen Geschützturm mit polygonalem Grundriss handelte. Die bastionierten Türme traten an die Stelle der Bastionen, die Vauban vom Wall absonderte.
Batardeau (Bär)Stauwehr zur Regulierung des Wasserstandes im nassen Graben.
BatterieKleineres Bauwerk im Bereich einer Fortifikation das primär zur Artilleriebestückung vorgesehen ist.
BatterieturmMit besonders starkem Mauerwerk ausgeführter, meist runder Turm, der mit Geschützen bestückt werden konnte. Vorläufer der Basteien und Bastionen.
Befestigter RaumSowjetische Befestigungsanlage.
Bekleidungsmauergemauerte Verkleidung von Erdwällen.
BeringDie Gesamtheit einer Ringmauer.
BermeQuerweg oder Absatz zwischen Wall und Graben.
BlockhausMeist am gedecktem Weg stehendes kleines Stein- oder Holzhaus, das zur Verteidigung mit Kanonen und Gewehren eingerichtet ist.
BollwerkAllgemeiner Begriff für ein aus der Walllinie vorspringendes Werk, also eine Bastei, eine Bastion, ein Geschützturm oder ein Rondell, dessen Aufgabe ist, den Raum vor dem Wall zu flankieren.
BombensicherheitSchutz eines Werkes vor Beschuss von oben mit Mörserbomben. Die Bombensicherheit wird entweder durch eine Eindeckung des Werkes oder durch Deckung durch benachbarte Werke erreicht.
Bonnet (Kappe)Ein erhöhter Bereich der Brustwehr des Walles oder auch des Saillants einer Bastion.
BonnetkasematteIm ausspringenden Winkel einer freistehenden Mauer angebaute Kasematte als Schutz der Verteidiger im Rondengang.
BrescheGewaltsam gerissene Lücke im Wall einer Festungsanlage mit dem Ziel, die Festung durch diese Lücke stürmen zu können.
BreschbogenBreschbögen sehen ähnlich aus wie Entlastungsbögen, überfangen aber keine Öffnungen im Mauerwerk, sondern tragen die Festungsmauer, um deren Einsturz bei einem Beschuss zu verhindern.
BrisureWinkel im Mauerverlauf einer Kurtine.
BrückenkopfEigenständiges Werk vor einer Brücke, welches sich von der eigentlichen Festung aus gesehen auf dem jenseitigen Ufer befindet. Besaß häufig die Form eines Hornwerks.
BunkerStark befestigter Raum, teilweise unter Panzerung.

## C
Carnot-MauerSeltene Bezeichnung für krenelierte Mauer (s.d.), benannt nach dem französischen Festungsingenieur Lazare Nicolas Marguerite Carnot.
Casemate de BourgesKleinerer, meist zweistöckiger, franz. Artilleriebunker, der als Zwischenraumstreiche diente. Die Casemate de Bourges wurden im ausgehenden 19. Jahrhundert und Anfang des 20. Jahrhunderts meist an den Schultern von Forts und Ouvrages in Frankreich integriert, teils um die Kehle des Werks selbst zu bestreichen und teils um den Raum hinter dem benachbarten Werk abzudecken. Die standardisierte Konstruktion aus Stahlbeton umfasst meist einen Kampfraum im Obergeschoss für zwei versetzt angeordnete Schneider-Festungskanonen 75 mm und im unteren Stockwerk Munitionslager und Ruhemöglichkeiten für Truppen. Die gegen direkten Beschuss gedeckte Kasematte war zunächst häufig nur oberirdisch zugänglich, nach späteren Umbauten dann meist unterirdisch oder durch gedeckte Zugänge zugänglich.
Casemate PamartKleiner MG-Kampfraum im Vorfeld französischer Forts und Ouvrages.
CastrumAuch Kastell: Römische Antike: Ein Militärlager.
ContrescarpeAußenböschung des äußersten Festungsgrabens
CouronnementWallkrönung,
CouvrefaceAußenwerk einer Festung, siehe auch Kontergarde.

## D
DefensionsgalerieVerbindungsgang zwischen den Bastionen in der Kurtine; auch Dechargengalerie genannt.
DefensivkaserneVerteidigungsfähiger Kasernenbau.
DefenslinienFeuerlinien für die Grabenverteidigung von der benachbarten Flanke einer Bastion.
Demi-luneEin im Graben vor einer Bastion errichtetes, aus zwei Facen bestehendes Außenwerk. Sein Grundriss ähnelt dem des Ravelins, doch ist seine Kehle halbmondförmig. (Darstellung zu sehen im Bild ganz oben rechts, Nr. 21)
DemolitionZerstörung einer Festung.
Detachiertes WerkVorgeschobenes Werk, das im Gegensatz zu einem Außenwerk nicht mehr mit der Umwallung der Festung in Verbindung steht und deshalb für eine selbstständige Kampfführung eingerichtet ist. In den Befestigungssystemen des 19. Jahrhunderts waren detachierte Werke von zentraler Bedeutung.
DiamantgrabenSchmaler Graben zum Schutz der Scharten eines Werkes.
DonjonMittelalterliche Burgen, Frankreich: Ein Wohn- und Wehrturm.
DossierungBezeichnet die Böschung von Escarpe und Contrescarpe.

## E
EckwarteEntweder rundbogenförmig oder mehreckig vorkragende Teile einer Mauer oder von Toren zu deren Bewehrung.
EinziehungEin rückspringendes kurzes Wallstück, das die Flanke von der Bastionsseite absetzt. Sie gibt eine gute Deckung bei Frontalfeuer.
 ElevationErhebung der Rohrachse über die Waagerechte hinaus, auch Erhöhung genannt.
EnceinteUmwallungslinie einer Festung.
EnveloppeVon zusammenhängenden oder nur durch schmale Lücken voneinander getrennten Außenwerken gebildete, zweite Umwallungslinie einer Festung.
EscaladeÜberwindung der Wälle und Bastionen mit Hilfe von Sturmleitern. Um eine Escalade zu verhindern, wurden Festungen mit breiten Gräben umgeben und mit Sturmpfosten versehen.
Escarpe, auch EskarpemauerInnere Mauer oder Böschung des Festungsgrabens. Hier befindet sich meist ebenfalls eine Galerie.
EsplanadeFreier Platz zwischen einer Festungsstadt und ihrer Zitadelle. Sie dient als freies Schussfeld vor dem Glacis der Zitadelle.
ExkavationAusschachtung, Unterkellerung.

## F
FaceDie dem Angreifer zugekehrten Seiten eines Werkes.
FallgatterTeil der Torkonstruktion, die einen eingedrungenen Gegner am Rückzug hindern sollte.
Fausse-Braiedem Hauptwall vorgelagerter Niederwall zwischen Wallgang und Graben
FesteBezeichnet ein in der neupreußischen Befestigungsmanier des 19. Jahrhunderts größeres vorgeschobenes Befestigungswerk, welches im Gegensatz zur Festung (= ein großer Gebäudekomplex) aus „aufgelockerter verstreuter Bebauung des Geländes“ besteht, also mehreren einzelnen, teilweise miteinander verbundenen Werken, siehe hierzu insbesondere Feste Wilhelm II. in Mutzig, Elsaß/Frankreich; Siehe auch Festung Koblenz.
Festes HausMittelalter, 16. und 17. Jahrhundert: Ein bedingt wehrhaftes Gebäude, das dem adligen Besitzer zu Wohn-, Wehr- und Repräsentationszwecken dient.
FlankeSeite einer Bastion, die zwischen der Feldseite und der übrigen Wallmauer liegt.
FlankenbatterieKanonenstellung in der Bastionsflanke zur Bestreichung der gegenüberliegenden Bastion und der dazwischen liegenden Festungsmauer. Gegen feindlichen Beschuss meist kasemattiert, z. T. zurückgezogen.
FlescheEin üblicherweise nur aus zwei Facen bestehendes Werk, das im Gegensatz zur Demi-lune und zum Ravelin vor dem Graben errichtet wird.
FortSelbstständiges, vorgeschobenes Werk, das strategisch wichtige Orte im Vorfeld einer Festung sichert. In der alt- und neupreußischen Manier des 18. beziehungsweise 19. Jahrhunderts wurden Festungsstädte systematisch von Forts umgeben. Ihr Abstand zur Kernumwallung betrug zunächst etwa einen Kilometer, wuchs jedoch bis zum späten 19. Jahrhundert auf 15 Kilometer an.
FortifikationBefestigungsanlage, Befestigungstechnik.
FrontHauptangriffsseite des Feindes bei einem Werk

## G
GalerieEingewölbter Gang hinter einer Escarpe- oder Contre-Escarpemauer.
Gedeckter WegBreiter, auf der Kontereskarpe verlaufender Weg, der durch das ansteigende Glacis gegen Feindsicht gedeckt wird. In den Winkeln eines gedeckten Weges befanden sich üblicherweise Waffenplätze.
GeschützbrunnenRunder Schacht unter drehbaren Geschützen.
GlacisErdanschüttung vor dem Graben, die zum Feind so abfällt, dass kein toter Winkel entsteht.
GorgenmauerAuch Kehlmauer genannt. Mauer auf der Rückseite eines Werkes.
GrabenErdvertiefung vor dem eigentlichen Festungswerk. Der Graben kann nass (mit Wasser gefüllt) oder trocken ausgeführt werden.
GrabenbärenDämme zur Regulierung des Wasserstandes in nassen Festungsgräben.
Grabenschere(frz. Tenaille) Ein im Hauptgraben vor einer Kurtine liegendes niedriges Werk, das entweder aus zwei in einem einspringenden Winkel zusammenlaufenden Wällen oder einer kurzen bastionierten Front besteht.
GrabenstreicheVerteidigungswerk im Festungsgraben.
GusserkerSiehe Wehrerker

## H
Halbmond oder Demi-luneEin im Graben vor einer Bastion errichtetes, aus zwei Facen bestehendes Außenwerk. Sein Grundriss ähnelt dem des Ravelins, doch ist seine Kehle halbmondförmig. (Darstellung zu sehen im Bild ganz oben rechts, Nr. 21)
HemmringIn der Mauer unterhalb einer Geschützscharte verankerter Ring, an dem kleinere Festungsgeschütze wie ein preußischer Sechspfünder auf Kasemattlafette mittels eines Hemmtaus befestigt wurden, um den Rückstoß eines Geschützes aufzufangen. In der preußischen Festung Koblenz und dort besonders auf der Festung Ehrenbreitstein sind zahlreiche Beispiele dafür erhalten.
HocheingangMittelalterliche Burgen: Eine insbesondere für den Bergfried gewählte Form des Eingangs, der – um Angreifern den Zugang zu erschweren – nicht ebenerdig, sondern auf der Ebene eines höheren Stockwerks liegt und nur mit einer Leiter erreicht werden kann.
HohlgangUnterirdischer Gang zur Verbindung der Werke untereinander.
HohltraverseEine Traverse quer zur Wallkrone, die durch den Einbau eines bombensicheren Raums zur geschützten Unterbringung von Truppen, Munition oder einer Kanone dient.
HornwerkJenseits des Grabens vorgeschobenes Außenwerk, das aus zwei durch eine Kurtine verbundenen Halbbastionen besteht und durch zwei gerade Linien eingefasst wird. (Darstellung zu sehen im Bild ganz oben rechts, Nr. 22)
HurdeNach außen auskragender meist hölzerner Wehrgang auf Burg- und Stadtmauern.

## K

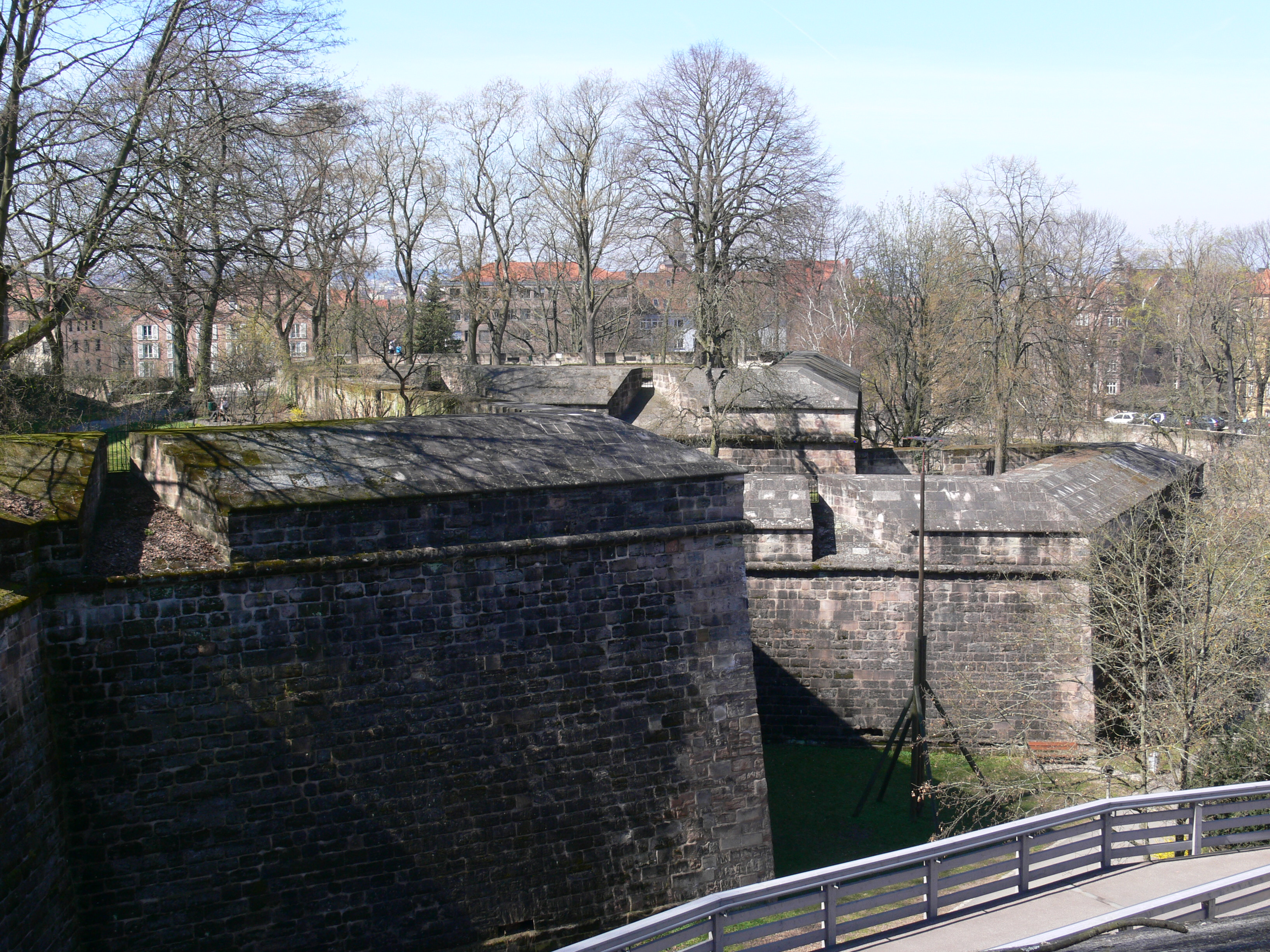
Nürnberger Burgbasteien, der Kordonstein verläuft horizontal unterhalb der Schießschartenauslässe

Kampfblock
KanonenhofIn die Flanke einer Bastion eingebaute Geschützstellung, welche die angrenzende Kurtine und die Face der Bastion nebenan mit Flankierungsfeuer deckt und so einem Gegner die Annäherung erschwert; ein entscheidender Bestandteil jeder Festung im Bastionärsystem. Gewöhnlich erfolgt der Zugang durch Kasematten.
KapitaleDie gedachte Mittellinie durch die Spitze einer Bastion.
KaponniereAuch „Grabenkoffer“ oder „Grabenwehr“ genannt. Frei im Graben stehendes oder an den Hauptwall angelehntes Werk, von dem aus der Graben in einer oder beide (Doppelgrabenkaponniere) Richtungen unter Feuer genommen werden kann. Sie besteht meist aus zwei Stockwerken, rechts und links befinden sich Ausfallhöfe. Der Zugang erfolgt durch eine Poterne.
KasematteFrüher auch Mordgrube genannt. Schusssicherer Raum in einer Festung, entweder unter der Erde, im Wall oder in besonders sicheren Gebäuden.
KastellFeldmäßig oder auch ständig befestigtes Lager, vor allem in der Antike gebräuchlich gewesen.
KatzeErhöhte Geschützstellung.
KavalierGeschützstellung, welche die benachbarten Werke deutlich überragt.
KehleRückseite eines Werkes und bauartbedingt die schwächste bzw. verletzlichste Stelle
Kehlgraben (auch Halsgraben)Graben zum Schutz der Kehl-Seite
KehlkofferBunker zur Verteidigung des Kehlgrabens
KesselSechseckige Räume, die durch die Einziehung und die zurückgesetzten Flanken entstehen.
KofferBunker zur Grabenverteidigung
KonterapprocheForm der Approche, die die Annäherungsarbeiten des Angreifers stören sollten.
KonterbatterieBatterien beim Förmlichen Angriff gegen die Festung
KontereskarpeDie äußere Grabenböschung einer Befestigung oder Hindernisgraben.
KordonBefestigungsanlage mit großer Ausdehnung in der Länge. Die französische Maginot-Linie und der deutsche Westwall entsprachen diesem Konzept.
Kordonsteinan den Außenmauern von Festungsanlagen, also an Außenmauern von Bastionen, Kurtinen und deren Vorfeldbefestigung horizontal verlaufender – halbrund vorkragender – „Endlosstein“. Dieses Gesims trennt den meist senkrechten Oberteil der Mauer mit der Wehrplattform von dem schrägen Unterteil der äußeren Festungsmauer optisch ab und erleichterte wahrscheinlich das Umstoßen von Sturmleitern
krenelierte MauerBezeichnung für mit Schießscharten oder Zinnen versehene Mauern (gelegentlich auch Carnot-Mauer genannt)
KronwerkAußenwerk, das aus zwei Halbbastionen und einer Vollbastion besteht, welche durch Kurtinen verbunden sind. (Darstellung zu sehen im Bild ganz oben rechts, Nr. 34)
KünetteEingetiefter Abzugsgraben in einem trockenen Wehrgraben; in einem nassen Graben tiefer liegendes zweites Hindernis.
KurtineDer Wallabschnitt zwischen zwei Bastionen oder anderen Bollwerken (wie „Bastei“, Rondell oder Geschütztürme in einer modernen Festung).

## L
LandwehrÜblicherweise aus Erdwall und Graben bestehende Befestigungsanlage mit großer Ausdehnung in der Länge, die zum Schutz eines Territoriums und zur Grenzmarkierung errichtet wurde. Häufig wurde der Erdwall mit möglichst schwer durchdringlichem Bewuchs wie z. B. Dornengestrüpp bewehrt.
LünetteEigenständiges Werk, mit zwei Facen und zwei kurzen Flanken, dessen Grundriss dem einer Bastion ähnelt. Die Bezeichnung Lünette wird mitunter fälschlicherweise als Synonym für Demi-lune verwendet.

## M
ManierIndividuelles Befestigungssystem mit charakteristischem Grundriss und Profil.
MaschikuliSenkrechte Wurf- oder Gussöffnung einer Befestigungsanlage. Der Maschikuli diente der Verteidigung des toten Winkels am Mauerfuß durch Bewurf des Angreifers mit Steinen oder durch Ausguss siedender Flüssigkeiten. Kommt auch als „Mordloch“ in dem Gewölbe hinter dem Tor vor. Maschikulis waren im 19. Jahrhundert ein beliebter Zierrat an Gesimsen militärischer und ziviler Bauwerke. Die Bezeichnung stammt vom französischen mâchicouli.
MinengangVon der Contre-Escarpe abzweigender Gang, von dem aus Sprengsätze unter dem angreifenden Feind gezündet werden können.
Montalembertscher TurmTurm, der viele Geschütze mit Rundum-Wirkung auf ein oder zwei Etagen aufnehmen kann. Erstmals Anfang des 19. Jahrhunderts mit Bau der Festung Koblenz angewandte Bauform.

## N
NiederwallEine durch einen niedrigen Wall gedeckte Verteidigungslinie, die am Fuße der Wälle und Bastionen entlang verläuft. Aus der Absonderung des Niederwalls von der Hauptumwallung entstand im späten 17. Jahrhundert die Tenaille.
Neupreußische BefestigungsmanierNeuartige preußische Methode zur Anlage von Festungssystemen im 19. Jahrhundert (siehe Polygonalsystem).

## O
OrillonBastionsschulter, Bollwerksohr. Konnte sowohl abgerundet als auch eckig sein und deckte die zurückgezogene Flanke einer Bastion.
OstrogRussland, historisch: Ein befestigter, von Palisadenwänden umgebener Siedlungspunkt.
OuvrageFranzösischer Begriff für „Werk“ als Vorwerk oder Zwischenwerk. Gemeint ist ein neuzeitliches (Ende 19.–20. Jh.) Befestigungswerk, das als Einzelglied einer Kette eines ganzen Befestigungssystems zu sehen ist, wie zum Beispiel die „Ouvrages“ der Maginot-Linie

## P

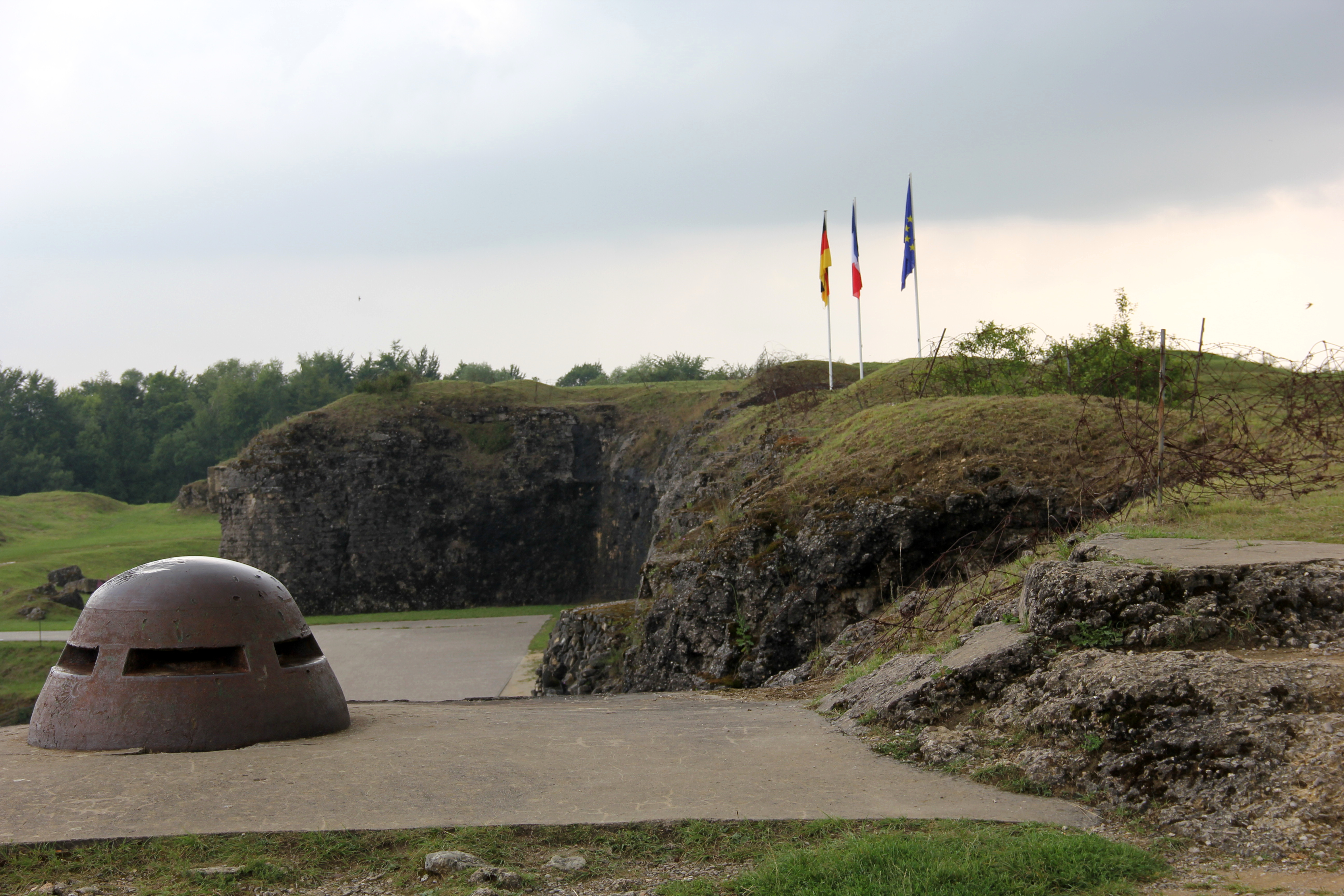
Teil der Bunkeranlage des Fort de Douaumont mit Panzerkuppel zur Beobachtung im Vordergrund.

PalisadeDichte Reihe aus angespitzten, in die Erde gerammten Holzstämmen mit der Funktion eines Walles.
PanzerkuppelMit dem Werkstoff Stahl gepanzertes teilweise drehbares Bauteil eines Werkes. Halbkugel- oder glockenförmigen Kuppeln sichern Waffen oder Beobachtungsstände gegen gegnerischen Beschuss.
PanzerplatteMit dem Werkstoff Stahl gepanzertes Werk. Im Gegensatz zur Panzerkuppel wirkt die Panzerplatte nur in eine Richtung.
PanzerungIm 19. Jahrhundert aufkommender Schutz von Werken durch Formteile aus Hartguss und später aus legiertem Gussstahl.
ParapetBrustwehr mit Abdachung.
PerpendikularkasematteSenkrecht zu einer Achse aufgestellte Kasematte.
PolygonalsystemBefestigungssystem des 18. und 19. Jahrhunderts.
PortcullisDie englische Bezeichnung für das zumeist über dem Haupteingang angebrachte Fallgatter.
PoterneÜberbauter Gang in einer Festung zum gedeckten Übergang von Bereichen innerhalb des Werkes zu Anlagen vor dem Wall oder zum Zweck eines Ausfalls.

## R
RavelinIm Graben vor einer Kurtine errichtetes selbstständiges Werk mit drei- oder fünfeckigem Grundriss, das niedriger als die benachbarten Bastionen ist.
RayonDie vor der Festung liegende Zone, für die Beschränkungen hinsichtlich von zivilen Bauwerken bestehen.
ReduitRückzugswerk, das üblicherweise innerhalb eines anderen Werkes errichtet wurde und nach dessen Erstürmung einen letzten Widerstandskern bildete.
RedouteIm neuzeitlichen Festungsbau eine Schanze mit meist viereckigem Grundriss.
Remparierung (Rampe)Aufschüttung von Erde hinter einer Mauer, um eine Plattform für schwere Geschütze zu schaffen.
RempartErdwall (frz. rempart = Wall) häufig vor der Stadtmauer zum Auffangen von Kanonenkugeln und zum Aufstellen von Geschützen angelegt.
ReversbatterieIm Festungsgraben stehendes Werk, von dem der Graben in zwei Richtungen unter Feuer genommen werden kann. Sie werden an Stellen errichtet, an denen der Festungswall einen spitzen Winkel bildet.
RetranchementVerschanzung, Schanze; frz. se retrancher = sich verschanzen.
Ribāt
RingmauerWehrmauer, die das Areal einer Burg vollständig umschließt.
RondellEin besonders massives Werk mit gerundetem Grundriss, das so hoch oder nur unwesentlich höher als der angrenzende Wall ist.
RondengangRaum zwischen einer freistehenden Escarpen und dem Fuß der Wallböschung.

## S
SaillantVon einem Werk gebildeter, ausspringender Winkel.
SappeLaufgraben eines Angreifers, der mit abnehmender Entfernung zum Festungswall durch eine immer größer werdende Erdwalze gedeckt werden muss. Siehe auch Approchen.
Schalenturm
SchanzeEine hauptsächlich aus Erde bestehende Befestigungsanlage.
SchanzkorbZylindrische Geflechte aus Weidenruten und gefüllt mit Erdwerk. Im Militär verwendete man die Schanzkörbe seit der Einführung des Schießpulvers vor allem im Festungskrieg zum Bau von Feldbefestigungen. Sie dienten vornehmlich im Stellungsbau der Verstärkung von Brustwehren, Sappen und Unterständen. Auch: Gabione
ScharteAuch Schießscharte: Öffnung eines Werkes, durch die heraus eine Schusswaffe geführt werden kann. Beim Nichtgebrauch kann bei manchen Werken die Scharte mit einem Verschluss gesichert werden.
ScharwachttürmchenAuch „Echaugette“ oder „Pfefferbüchse“ genannt. Auf der Spitze oder den Schultern einer Bastion errichtetes Wachttürmchen, von dem aus das Vorfeld überblickt werden konnte.
Schildmauer
Schleifungfriedensmäßige Beseitigung einer Festung. Mittelwort: geschleift (nicht geschliffen!)
SchulterwehrenQuertraversen im Gedeckten Weg um seitliches Streichfeuer abhalten zu können.
SecondeflankeFlankierungswerk, das im Zuge einer Kurtine durch rechtwinkelige Rückbrechen der Mauer entsteht.
SortiesEinschnitte im Glacis, durch die man aus dem gedeckten Weg in das Vorgelände gelangt.
Sperrwerkmeist in bergigen Regionen installierte Verteidigungsstellungen
StreichwehrVorspringende Feuerstellung zum Bestreichen des unmittelbaren Vorfeldes einer angrenzenden Befestigungsmauer, dem Wall oder einer Kurtine. Oft als kleine, stumpfwinkelige Bastion oder Bastei ausgebildet. Auf Deutsch erstmals in Albrecht Dürers Befestigungslehre von 1527 beschrieben.
Sternschanze
Sternwerk
SturmfreiheitHöhe eines Werkes über seinem Fundament. Ursprünglich wurde mit dieser Eigenschaft die Unerreichbarkeit des Werkes mit Sturmleitern bezeichnet.
Sturmpfosten/SturmpfähleSpitze Holzpfähle, die in Wälle und Bastionen gerammt wurden, um den Einsatz von Sturmleitern unmöglich zu machen.
SturmreifVoraussetzung zum erfolgreichen Sturm eines Werkes durch Zerstörung seiner Wälle.

## T
TambourKleiner verteidigungsfähiger Raum zur Deckung anderer Objekte wie Brücken oder ähnliches
Tato
TenailleAuch „Grabenschere“ genannt. Im Graben vor einer Kurtine liegendes Werk, das aus zwei in einem einspringenden Winkel zusammenlaufenden Wällen besteht. Die Tenaille ging im späten 17. Jahrhundert aus der Absonderung des Niederwalls von der Hauptumwallung hervor.
TenaillensystemBefestigungssystem mit sternförmiger Grundrissausbildung. Das Tenaillensystem kam unter anderem in den Manieren von Hermann Landsberg dem Jüngeren und Marc-René de Montalembert zur Anwendung.
Toter WinkelBereich, in den die Geschütze der Festung nicht wirken konnten. Die pfeilförmige Bastion sicherte mit ihrer Spitze den Toten Winkel.
TraditorSiehe Zwischenraumstreiche
TranchéeDer Laufgraben einer Festung
TraverseEin erhöhter Querwall auf der Wallkrone, dem Gedeckten Weg oder häufig auch durch die Mitte eines Werks, um die Truppen gegen Flanken- und Rückenfeuer zu sichern.
Tschartake

## U
Umfassungsmauer

## V

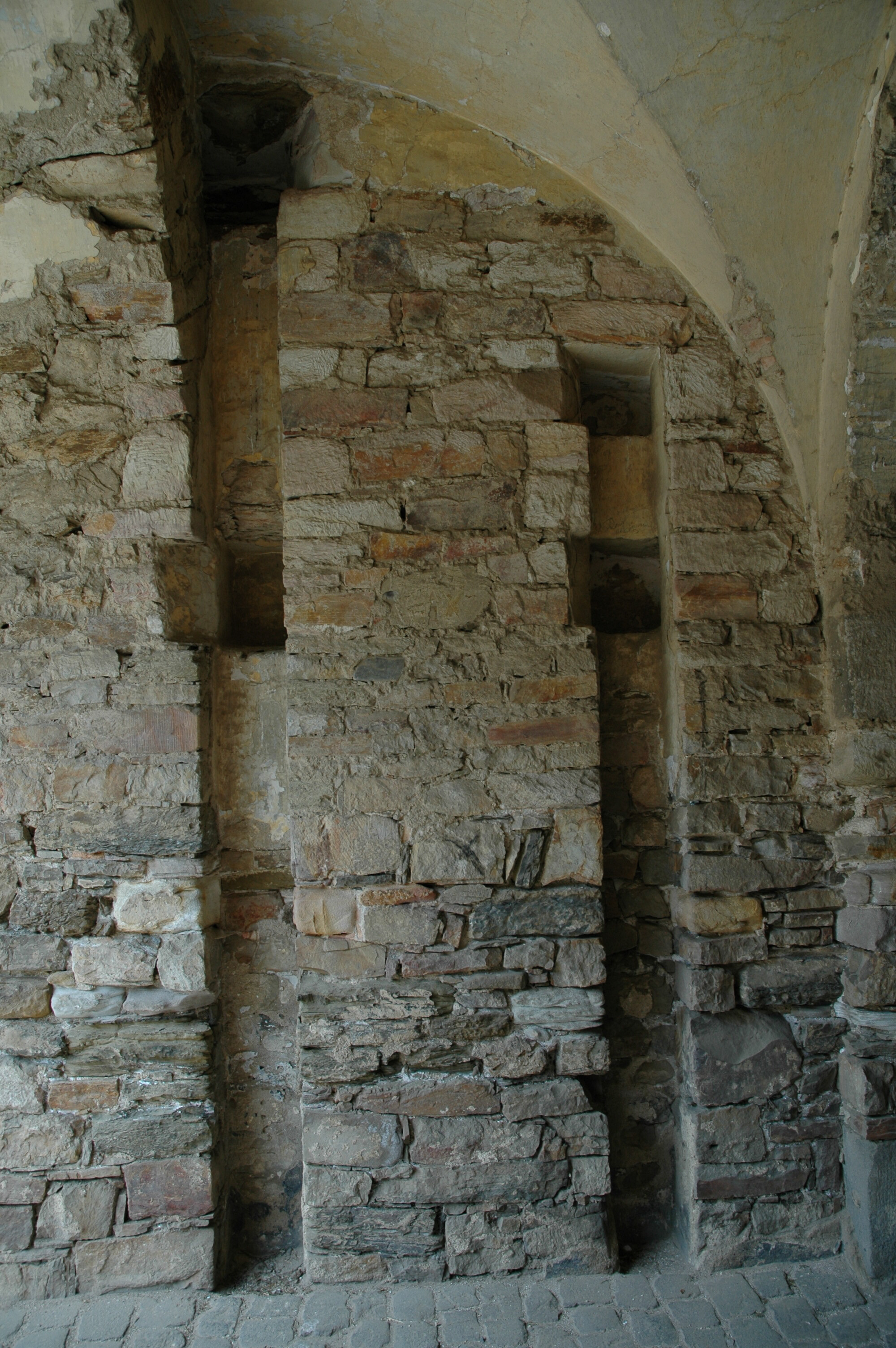
Versatzfalze der Festung Ehrenbreitstein in der Poterne am Grabentor

VersatzfalzPaarweise auftretender senkrechter Schlitz in einer Mauer zur Anlage von Hindernissen oder Deckungen in Gebäuden. Einander gegenüberliegende Versatzfalze dienen der Aufnahme von Balken aus Beton, Holz oder Stahl. Mit diesem Mittel lassen sich Öffnungen verschließen. Mehrere Versatzfalze hintereinander erlauben es, die Zwischenräume zwischen den Balkenwänden mit Erde, Steinen oder Sandsäcken zu füllen. Damit lässt sich eine sichere Deckung schaffen, die auch zum Verschließen von Löchern in Außenmauern dienen kann. Zahlreiche Varianten einer Versatzfalte sind bspw. auf der Festung Koblenz erhalten geblieben. In den französischen Festungen des ausgehenden 19., beginnenden 20. Jahrhunderts kamen ebenfalls sehr häufig Versatzfalze vor, sie dienten nicht nur der temporären Sperrung von Hohlgängen und dergleichen, sondern wurden bereits im Alarmierungsfall genutzt um normale Fenster und Türen der Kasernen vor eventuellen Splittern etc. zu sichern. Hierzu wurden an in die Mauern eingelassenen Stahlprofilen Eisenbahnschienen eingehängt. Es ergab sich eine Art feststehender Jalousien. Diese lassen sich sehr gut im Fort de Troyon besichtigen.
Verschanztes LagerDurch eine geschlossene „verschanzte Linie“ geschlossener Raum, in dem größere Truppenverbände untergebracht werden können (nicht zu verwechseln mit einer Lagerfestung, einer anderen Bezeichnung für Gürtelfestung).

## W
WaffenplatzAuch „Place d’Armes“ genannt. Üblicherweise in dem einspringenden Winkel des gedeckten Weges befindlicher Sammelplatz für Truppen vor einem Ausfall oder zur Verteidigung
WallVon lat. vallum (abgeleitet von vallus = Schanzpfahl) althochdeutsch erdewal. Erhebung der Festung über ihre Umgebung in Form einer Erdanschüttung – z. T. durch Mauern und Gräben verstärkt. Die obere Fläche trägt in Richtung Feind die Brustwehr, hinter ihr den Wallgang zur Aufstellung von Geschützen und zum Verkehr. Für die Luftbildarchäologie gehören Wälle und Gräben bzw. deren Überreste zu den dauerhaftesten Zeitzeugen.
WehrerkerAuf Kragsteinen ruhender mit Schießscharten ausgestatteter Schützenstand, oft über dem Burgtor; als Wurf- oder Gusserker auch mit Maschikulis zur Senkrechtverteidigung (Verteidigung des toten Schusswinkels am Mauerfuß) bewehrt.
WehrgangGang am oberen Abschluss einer Festungs- oder Verteidigungsmauer, aus dem heraus Angriffe durch Scharten abgewehrt werden können.
WerkAb dem 16. Jahrhundert häufig benutzte Rückübersetzung des französischen Begriffs ouvrage (Werk), als Überbegriff für eine einzelne Befestigungsanlage. Als Teil einer Festung kann ein Werk u. a. eine Schanze, ein Bastion, ein Blockhaus oder ein Ravelin sein. Zum Ende des 19. Jahrhunderts wird der Begriff verwendet für Verschanzungen und kleine Forts, zunehmend auch für Systeme, die aus den Forts entwickelt werden, die je nach Land anders aussehen können. Nach dem Ersten Weltkrieg entwickeln sich diese Systeme weiter. In Deutschland vor allem während der dreißiger Jahre als im Zuge des Ausbaus der Landesbefestigungen neue Konzepte und Systeme definiert und entwickelt werden. 1937 wird ein Werk definiert als selbstständig zu verteidigende Festungsanlage mit maschinellen Einrichtungen zur Luft- und Energieversorgung.
Wiekhaus
WolfskuhleEine Grube und ein darin mit einer Spitze nach oben eingesetzter Holzpfahl
WurferkerSiehe Wehrerker

## Z
Zangentor
ZinneSchildförmiger Aufsatz auf einer Brustwehr. Zinnen dienen der Deckung der Verteidiger gegen Fernwaffen.
ZitadelleSelbstständiger, besonders stark ausgebauter Teil einer Festungsstadt, der von dieser üblicherweise durch eine Esplanade getrennt ist. Bei einer Erstürmung der Stadt durch feindliche Truppen diente die Zitadelle als Rückzugsort für die Garnison.
ZugbrückeBewegliche Brücke über einen Graben, die im Falle einer Belagerung hochgezogen werden kann. Die Zugbrücke lässt sich als Bauelement bis ins 20. Jahrhundert verfolgen.
Zwinger (Architektur)Das Gelände zwischen der Ringmauer und einer zusätzlichen, vorgeschobenen Mauer (Zwingermauer).
ZwischenraumstreicheAuch Traditor genannt. Hier stationierte Artillerie wies nicht zur Front- bzw. Feindseite, sondern gegen Feindsicht gedeckt in Tote Winkel, in Zwischenräume und in die Vorfelder benachbarter Befestigungen. Manchmal waren sie als Bestandteil eines Forts/Festung, manchmal als Zwischenwerk angelegt.
ZwischenwerkEin befestigter Stützpunkt zwischen den Forts einer Festung.